# 人体模型

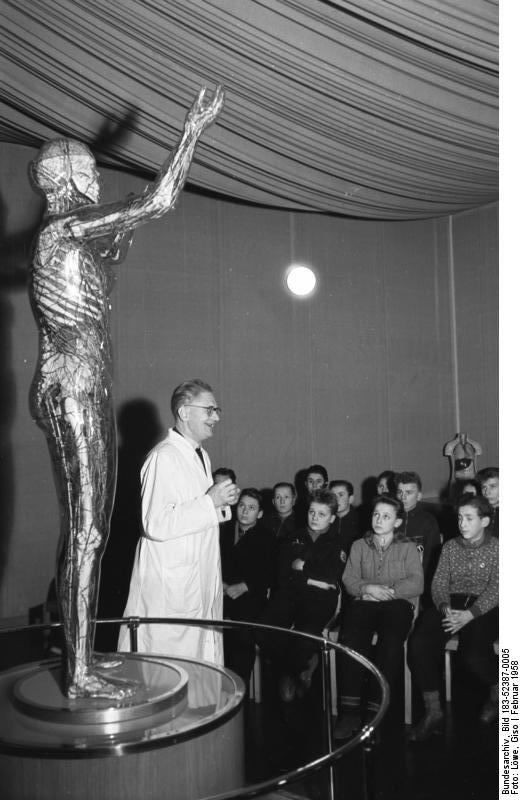
人体模型「透明婦人」を用いた人体の説明（ドイツ衛生博物館・1958年）

人体模型（じんたいもけい）とはヒトの体の全部もしくは一部を模した人形である。概して、人体の内部構造を見ることができるようになっており、またそれぞれの臓器が一つ一つのパーツとして取り出すことが可能となっているものも多い。全身骨格模型や頭蓋模型、筋肉解剖模型、人体解剖模型など用途に合わせて多くの種類がある。

## 用途
- 見世物。
- 医療従事者に対する医学教育。
- 医療機関で患者へのインフォームド・コンセントとして病状・手術説明するときに患者の理解を深めるため。
- 一般科学教育、保健教育[1]。
- ファントムとは、放射線測定機器や医療画像機器の計測・校正[2]や医療訓練[3]に、人体の代用として使う模型。外観は人体に似ている物[2]と、全く似ていない物[4]とがある。

## 日本において
日本においては学校が所有していることも多い。2014年5月21日放送のバラエティ番組「水曜日のダウンタウン」（TBS系）で、「理科室の人体模型ただのインテリア説」で番組が企画のため取材を依頼した学校100校と、人体模型を制作している8社全てから、取材拒否されていたことが明かされた。学校名非公開を絶対条件に、1校のみ取材に応じた学校があったが、教員に人体模型について訊ねるも、やはり「インテリアになっちゃうかもしれないですね」と実際には使用していないことを明かした。番組がさらに、授業で使わないのになぜ学校にあるのか、調べを進めると、
学校は文部科学省が定めた「教材整備指針」に準じて人体模型を購入していることがわかった。学校は、国の方針に従って人体模型を購入していた事が明らかとなった。人体模型の平均価格は一体約15万円、全国の学校で50億円以上の税金が人体模型に使われている事が分かった。

## 歴史

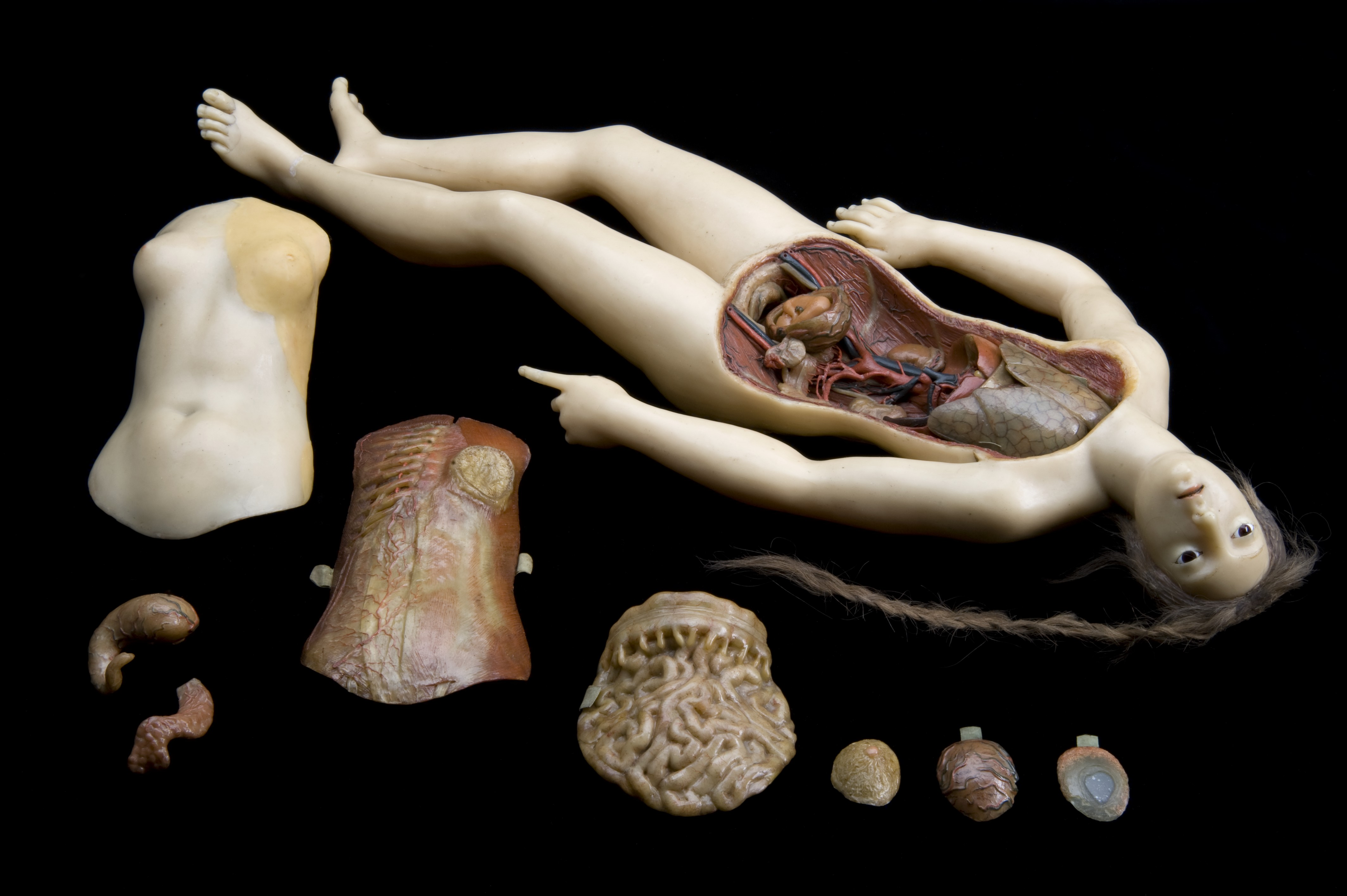
フィレンツェのビーナス（フィレンツェ大学 自然史博物館蔵）

17世紀末に人体解剖を補助する教材として、人体を模した精巧な蝋人形が作られるようになった。最初の教材用解剖模型は解剖学を学んだイタリアの蝋細工職人ズンモ(1656-1701)によって作られた。ズンモの手による解剖模型はパリの国立自然史博物館に収蔵されている。19世紀までに多くの解剖模型が作成されたが、レオポルド2世の宮廷侍医だったフェリーチェ・フォンタナが設立したフィレンツェの工房が最も盛んだった。解剖模型は世界各地の大学や博物館に収められ、現在では医学史の資料やコレクションとして公開されている。
19世紀に入ると、皮膚病変を再現した人体の部分模型、ムラージュが盛んに作られるようになった。

### 日本
医学的というより宗教的側面が強いが、「人形の中に、内臓を模したものを入れる試み（人体模型の源流）」は、日本の場合、10世紀末には確認でき、奝然が宋へ入学のおり、985年に釈迦如来像を作り、胎内に絹製の五臓六腑を組み込んだ例がある（ただし、胎内の内臓が発見されたのは1953年で、内部を観る構造にはなっていなかった）。翌年、帰国し、像は清凉寺に置かれたが、当時の最新知識に基づかれて作られた「体内細部を復元した人形（人体模型）」といえる。
幕末期に西洋医学の教材として人体模型が輸入され、オランダ語でキュンストレーキもしくはキンストレーキ（kunstlijk、「人工の死体」の意）と呼ばれている。キュンストレーキは現在でも長崎（日本最古の紙製解剖模型）、福井（男女対）、金沢、福岡に保存されている。
1890年には浅草公園三社裏にてオーストリア人のエ・ナフタリーが見世物として「人体解剖蝋細工展覧会」を開催して人体模型等を展示し、人気を博した。

## 人体模型に関する作品
- 人体模型の夜　中島らも著　ISBN 9784087728200
- タロット探偵MIKU―人体模型殺人事件　夏緑著　ISBN 9784757207356